# NGC 6586
NGC 6586 في الفهرس العام الجديد، هي مجرة، تقع في كوكبة الجاثي. اكتشفت في 27 يوليو 1864 بواسطة ألبرت مارث.

## روابط خارجية
- NGC 6586 على موقع ويكي سكاي: DSS2, SDSS, GALEX, IRAS, Hydrogen α, X-Ray, Astrophoto, Sky Map, Articles and images